# Temporada 2002 de la Liga de Empresas de Pelota a Mano
La temporada 2012 de la Liga de Empresas de Pelota a Mano (LEP.M) tuvo su duración desde el 12 de octubre hasta el 29 de diciembre. Fue el primer campeonato organizado por la LEP.M, que había sido creada meses antes. Tan solo se organizó el campeonato del Cuatro y Medio.

## Campeonatos
| Campeonato                          | Lugar de la final | Frontón        | Fecha                     | Campeón     | Subcampeón |
| ----------------------------------- | ----------------- | -------------- | ------------------------- | ----------- | ---------- |
| Campeonato del Cuatro y Medio de 1ª | Vitoria, Álava    | Frontón Ogueta | 12 octubre - 29 diciembre | Olaizola II | Barriola   |